# Franz Bardon
Pour les articles homonymes, voir Bardon.
 (septembre 2015).
Si vous disposez d'ouvrages ou d'articles de référence ou si vous connaissez des sites web de qualité traitant du thème abordé ici, merci de compléter l'article en donnant les références utiles à sa vérifiabilité et en les liant à la section « Notes et références ».
Franz Bardon, nom d'auteur de František Bardon (1er décembre 1909–10 juillet 1958), est un magicien, hermétiste, occultiste et essayiste tchécoslovaque.

## Éléments biographiques
Franz Bardon naît le 1er décembre 1909 à Katherein près de Troppau en Silésie autrichienne. Il est le fils de Viktor Bardon, un mystique chrétien.
Dans les années 1920 et 1930, il était magicien de scène, sous le nom de Frabato, abréviation de Franz Bardon Troppau Opava.
Chercheur et professeur d'hermétisme, célèbre pour ses explications de l'occultisme et ses publications, il fut, pour ses contemporains du domaine, « un des rares occultistes qui ne fut pas un charlatan »[réf. nécessaire]. Afin d'attirer l'attention du public sur la science magique, il en fit des démonstrations sur scène sous couvert de prestidigitation.
Il aurait été membre de la société occultiste Fraternitas Saturni, qui en tout cas diffusait certains de ses enseignements.
Durant la Seconde Guerre mondiale, il a passé près de quatre années dans un camp de concentration.
Il continua son travail dans le domaine de l'hermétisme jusqu'en 1958 quand il fut arrêté et emprisonné à Brno en Tchécoslovaquie. Il meurt en juillet 1958 d'une pancréatite aiguë,. 
Bardon s'intéressa de près à l'œuvre de Georg Lomer dont il traduisit des éléments en tchèque.

## Ouvrages
Franz Bardon est plus connu pour ses trois ouvrages sur la magie hermétique. Les livres ont été publiés pour la première fois par l'auteur lui-même en allemand en 1956 sous le titre Der Weg zum Wahren Adepten de l'éditeur Verlag Hermann Bauer. La première édition anglaise est parue en 1962, publiée par Osiris Verlag et traduite par Alfred Radspieler. La première éditions en français est publiée en 1981 avec une traduction de l'allemand par G. Fleury aux éditions Dieter Ruggeberg. 
Les trois ouvrages publiés par Franz Bardon sont Le Chemin de la Véritable Initiation Magique (1956), La Pratique de la magie évocatoire (1956) et La Clé de la véritable Kabbale (1957). Il existe également un quatrième ouvrage, Le Livre d'or de la sagesse, mais il est inachevé ; les bandes enregistrées du texte furent saisies puis soi-disant détruites par la police lors de son arrestation en 1958. Les quelques fragments restants sont réunis à la fin de l'ouvrage par ses anciens étudiants sous le titre Paroles de Maître Arion (1997), présentés par Dieter Rüggeberg. Une autre œuvre hermétique similaire aurait été co-écrite entre Josef Drabek et Franz Bardon sous la forme d'une compilation de notes publiés en 2015 par des étudiants en hermétisme sous le nom de "Aid to introspection". Cependant le choix des textes, la mise en page et le contenu de cette œuvre n'a jamais été signé, approuvé ni publié par Franz Bardon lui-même, il s'agirait donc d'un complément d'information pour une compréhension plus large des trois premières Lames du Tarot originales du Livre de Thot telles que publiées en l'an 1956 par Franz Bardon en langue allemande.
Enfin, un dernier ouvrage, Souvenirs de Franz Bardon, fut édité après sa mort par son fils Lumir Bardon et le Dr M. K.

### Frabato le magicien
Un autre ouvrage est également attribué à Franz Bardon, connu sous le titre de Frabato le Magicien (1979), supposé être son roman autobiographique. Ce livre fut cependant écrit par sa secrétaire, Otti Votavova. Bien que certains éléments de l'histoire soient réels, la majorité du livre fut écrit comme un roman occulte, avec bon nombre d'embellissements de la part d'Otti Votavova. Les images du livre sont des visions clairvoyantes de sa secrétaire qui les aurait dessinées ou potentiellement faites dessiner, selon sa propre interprétation des enseignements de Franz Bardon. Le roman raconte les assassinats rituels d'une loge maçonnique de la ville de Dresde, l'« Ordre maçonnique de la Centurie d'or », et les actions du mage Frabato pour la contrer. L'essayiste et ancien franc-maçon Albert Vigneau évoque le même thème dans un de ces livres. Roger Morneau a également évoqué le thème, via son expérience personnelle au sein d'une société secrète sataniste élitiste, sans toutefois l'associer à la maçonnerie. Paul Copin-Albancelli dénonça certaines sociétés maçonniques dont il a pu étudier les statuts qui professent le satanisme sous la forme d'un culte à Lucifer, et dont les ateliers ne travaillent pas selon la formule « à la gloire du Grand Architecte de l'Univers » mais selon la sentence « Gloire et amour à Lucifer ! Haine ! Haine ! Haine! au Dieu maudit ! maudit ! maudit ! » et pratiquant la luxure et l'assassinat rituel dont il affirme que cela ne concerne qu'un nombre réduit de membres.

## Métaphysique
Le système métaphysique de Franz Bardon commence avec Le Chemin de la Véritable Initiation Magique et est étendu dans les volumes subséquents. Il ne dépend d'aucune religion particulière mais se rattache à des vérités universelles que l'on retrouve dans de nombreuses traditions religieuses dans le monde. La plus haute réalité est l'Akasha, qui est associée à Dieu et au platonique "Monde des idées", et d'où proviennent (et sont liés/équilibrés) les quatre éléments de l'air, du feu, de l'eau et de la terre. Ces quatre éléments composent la somme de toutes les forces et processus dans chacun des trois mondes. Bardon a aussi posé le principe des forces "électriques" et "magnétiques", qui sont plus usitées sous les noms respectifs de force universelle active, passive et neutre. Ces forces sont exprimées dans les aspects positifs et négatifs des quatre éléments. L'air et la terre sont tous les deux considérés comme semi-éléments puisqu'ils proviennent uniquement de l'interaction du Feu et de l'Eau par la médiation de l'élément Air que certaines traditions considèrent comme le souffle divin, l'amour universel ou saint-esprit (ce point de vue est probablement une variation de la cosmologie du Sepher Yetzirah).
Les trois mondes ou "plans" sont les suivants : le plan mental de l'esprit, la plus haute réalité parmi les trois, provient de l'indivisible vibration du son d'Akasha, et est la "Non-dualité", le "Je Suis Éternel", "La Conscience cosmique universelle", "Cela", "Noûs" ou "Non-Moi" vrai et omniprésent et qui s'oppose à la vision individualiste et duelle du "Soi divin" divisé des autres, en tant que "Moi-narcissique" de Sigmund Freud ou "Ego divin personnel individuel". Dans le monde des idées, c'est le plan mental abstrait ou causal qui met les idées et archétypes en mouvement.  Le plan astral de l'âme est le suivant vers le bas et contient les archétypes du monde physique et dans une certaine mesure l'énergie vitale derrière elle ; le monde éthérique et physique est le plus bas des plans et requiert peu d'explications. Chacun de ces mondes forme une matrice pour le monde au-dessous de lui. Puisque les humains ont également trois corps correspondant à leur présence dans chacun de ces trois mondes, la rupture du lien entre deux de ces corps causera la dissolution des formes inférieures (ou mort). Des choses comme le voyage astral restent possibles puisqu'elles impliquent seulement le lâcher-prise entre les corps.
Les humains sont considérés comme étant spéciaux parce qu'ils sont "quadripolaires", ou contiennent tous les quatre éléments d'une manière inhérente. Ce concept est la base de nombreux entraînements de Franz Bardon, qui nécessitent le développement des différents éléments et d'arriver à un équilibre quadripolaire approprié — c'est seulement là que peuvent se manifester les progrès spirituels de l'initié. Franz Bardon répète souvent que l'initié peut seulement développer une compréhension de lui-même et de son univers avec la portée de sa conscience et de son expérience individuelle et maturité spirituelle que certains auteurs considèrent comme un Âge ésotérique initiatique de l'Âme humaine plus ou moins avancé indépendant de l'âge du corps physique. Ainsi l'étudiant le plus évolué spirituellement, et mentalement le plus équilibré en sagesse ouvre un accès à plus de compréhension et de perceptions des réalités objectives de l'univers et se libère peu à peu des souffrances ou perceptions subjectives et illusoires des semi-vérités et réalités consensuelles du monde (considéré en Orient comme le Karma individuel, familial, collectif, etc).

## Évocation
Le second ouvrage de Franz Bardon traite de l'évocation des esprits, soulignant d'abord le sens symbolique des outils traditionnels du rituel et de la conception du temple, continuant par la description d'une méthode d'évocation des esprits. Essentiellement, le magicien crée un environnement favorable pour l'entité dans le temple ou autre milieu de contact. Il entre ensuite dans un état de conscience spirituel et occulte particulier (Extase âkâshique) projetant sa conscience dans la sphère de l'entité en question, et l'appelle à lui. Franz Bardon souligne deux points sur ce genre de manipulation : premièrement, que l'on doit posséder complètement les prérequis nécessaires du programme d'entrainement initiatique jusqu'au degré  8, ou aucun succès ne sera possible ; deuxièmement, que le magicien doit appeler l’entité à lui en tant que  "gardien du Seuil", « autorité divine gardienne des Mystères », c'est-à-dire en prenant conscience qu'il est représentant de celle-ci. En se plaçant au centre du cercle qu'il crée, il devient, par symbolisme, Être Divin lui-même, autrement il s'expose à la possibilité d'être manipulé négativement par son Ego, l'entité gardienne du Seuil et les esprits de consciences inférieures et supérieures des mondes akashiques générant des expériences illusoires décrites comme provenant de "Maya"

### Œuvres de Franz Bardon
- Le Chemin de la Véritable Initiation Magique (Der Weg zum wahren Adepten, 1956), trad. de l'all. Alexandre Moryason (1989), Wuppertal, Dieter Rüggeberg éditeur, 1994, 456 p. ; édition Alexandre Moryason, 2002 [PDF].
- La Pratique de la Magie Évocatoire. Instructions pour évoquer les êtres spirituels vivant sur les sphères qui nous environnent (Die Praxis der magischen Evokation, 1956), Dieter Rüggeberg éditeur, 1990, 495 p. ; édition Alexandre Moryason, 2000, 494 p.
- La Clé de la Véritable Kabbale. Le kabbaliste souverain du microcosme et du macrocosme (Der Schlüssel zur wahren Quabbalah, 1957), Dieter Rüggeberg éditeur, 1991, 254 p. ; édition Alexandre Moryason, 2000
- Paroles de Maître Arion. Réponse de Franz Bardon à des questions posées par ses élèves, édition Alexandre Moryason, 2001, 202 p.  suivi des fragments du Livre d'Or de la Sagesse (quatrième livre inachevé).
- Frabato le Magicien (1979), d'Otti Votavova, son ancienne secrétaire, co-écrit après la mort de Franz Bardon et publié par l'éditeur Dieter Rüggeberg, aux éditions Alexandre Moryason, 2001, 178 p.

### Études sur Franz Bardon
- Dr Lumir Bardon (son fils) et Dr M. K., Memories of Franz Bardon, Merkur Publishing, 2004, 104 p.
- Rawn Clark, A Bardon Companion. A Practical Companion for the Student of Franz Bardon's System of Hermetic Initiation (2003), 2° éd. aug., Createspace, 2010, 522 p.